# Бай Явень
Бай Явень (кит.: 白雅雯 нар. 9 вересня, 1998 року, Наньнін, Гуансі-Чжуанський автономний район) — китайська спортивна гімнастка.
На чемпіонаті світу 2014 року здобула дві срібні медалі: у командній першості та у вправах на колоді.